# Марк Тейлор (плавець)
Марк Тейлор  (англ. Mark Taylor, 24 вересня 1960) — британський плавець, олімпійський медаліст.

## Виступи на Олімпіадах
| Олімпіада   | Дисципліна                            | Місце     |
| ----------- | ------------------------------------- | --------- |
| Москва 1980 | плавання на 100 метрів вільним стилем | 3 h2 r1/3 |
| Москва 1980 | естафета 4 × 200 вільним стилем       | 4 h1 r1/2 |
| Москва 1980 | комплексна естафета 4 × 100           | 3         |